# دي في بي بي إس
دي في بي بي إس (بالإنجليزية: DVBBS)‏ وتنطق دوبس (DUBBS) هو ثنائي كندي مختص في موسيقى الرقص الإليكترونية (EDM)، تشكلت الفرقة في عام 2012، وتتألف من الاخوة كريس كرونيكليس (مواليد 1 يناير 1990)، وأليكس اندريه (مواليد 17 أكتوبر 1991)
.

## روابط خارجية
- دي في بي بي إس على موقع ميوزك برينز (الإنجليزية)
- دي في بي بي إس على موقع أول ميوزيك (الإنجليزية)
- دي في بي بي إس على موقع ديسكوغز (الإنجليزية)